# 대한민국 제13대 대통령 선거 광주직할시
이 문서는 대한민국 제13대 대통령 선거의 광주직할시 지역 개표 결과이다.

## 개표 결과

### 동구
|  | 93.80% |

|  | 5.44% |

|  | 0.47% |

|  | 0.24% |

|  | 0.01% |

### 북구
|  | 94.10% |

|  | 4.99% |

|  | 0.60% |

|  | 0.27% |

|  | 0.01% |

### 서구
|  | 94.96% |

|  | 4.35% |

|  | 0.46% |

|  | 0.19% |

|  | 0.01% |

## 전체 결과
|  | 94.41% |

|  | 4.81% |

|  | 0.51% |

|  | 0.23% |

|  | 0.01% |

평화민주당 김대중 후보가 94.41%라는 경이로운 득표율을 기록하면서 광주직할시에서 승리를 기록했다.  김대중 후보는 호남 지역을 기반으로 하는 정치인이었는데 이번 선거의 압도적인 모습을 보이면서 그 영향력을 증명하게 되었다.
민주정의당 노태우 후보는 4.81%의 득표율로 참패했다. 하지만 다른 후보들이 더욱 더 큰 패배를 기록하면서 2위에 안착했다.
통일민주당 김영삼 후보와 신민주공화당 김종필 후보는 1% 미만의 득표율을 기록하면서 완벽하게 패배했다.

### 주요 후보 결과
| 지역 | 노태우 | 노태우 | 김영삼 | 김영삼 | 김대중  | 김대중 | 김종필 | 김종필 |
| 지역 | 득표수 | 득표율 | 득표수 | 득표율 | 득표수  | 득표율 | 득표수 | 득표율 |
| ---- | ------ | ------ | ------ | ------ | ------- | ------ | ------ | ------ |
| 동구 | 5,779  | 5.44%  | 509    | 0.47%  | 99,545  | 93.80% | 261    | 0.24%  |
| 북구 | 8,102  | 4.99%  | 985    | 0.60%  | 152,545 | 94.10% | 439    | 0.27%  |
| 서구 | 9,062  | 4.35%  | 977    | 0.46%  | 197,464 | 94.96% | 411    | 0.19%  |

평화민주당 김대중 후보가 광주직할시 내 3개 구에서 모두 90% 이상의 득표율을 기록하면서 압승을 거두었다. 특히 서구에서는 95%에 가까운 엄청난 득표율을 기록하기도 했다.
민주정의당 노태우 후보는 4~5%의 득표율을 기록했다. 하지만 김대중 후보가 전 지역에서 압도적인 모습을 보이면서 모든 지역에서 2위 자리를 차지하였다.
통일민주당 김영삼 후보와 신민주공화당 김종필 후보는 전 지역에서 1% 미만의 득표율을 보였으며 전 지역에서 1000표 미만의 득표를 하는 결과를 받아들이며 무참히 패배했다.

## 같이 보기
- 대한민국 제13대 대통령 선거